# Bahnhof Berlin Karl-Bonhoeffer-Nervenklinik
Als Bahnhof Berlin Karl-Bonhoeffer-Nervenklinik wird eine S-Bahn-Station in der Nähe der ehemaligen Nervenklinik im Norden von Berlin bezeichnet. Benachbart, aber ohne direkten baulichen Bezug ist der U-Bahnhof Karl-Bonhoeffer-Nervenklinik der U-Bahn Berlin.
Die Eisenbahnstation wurde unter dem Namen Dalldorf (Kremmener Bahn) im Jahr 1893 eröffnet. Später trug sie den Namen Wittenau (Kremmener Bahn), obwohl sie nicht in Wittenau, sondern im Ortsteil Reinickendorf im gleichnamigen Bezirk liegt. 1984 wurde der Betrieb mehrere Jahre eingestellt. Bei der Wiedereröffnung der Station im Jahr 1995 erhielt diese den Namen Karl-Bonhoeffer-Nervenklinik nach dem Namen des ein Jahr zuvor eröffneten U-Bahnhofs der Linie U8. Beide Stationszugänge liegen allerdings etwa 300 Meter auseinander, der U-Bahnhof bereits im Ortsteil Wittenau. Bahnsteig, Empfangsgebäude und Wirtschaftsgebäude der S-Bahn-Station stehen unter Denkmalschutz.

## S-Bahnhof

### Lage und Name
Der Bahnhof liegt im Norden des Ortsteils Reinickendorf im gleichnamigen Bezirk an der in diesem Bereich annähernd in Ost-West-Richtung verlaufenden Kremmener Bahn am Streckenkilometer 7,7. Die Kilometrierung bezieht sich nicht auf den Beginn der Kremmener Bahn im Bahnhof Berlin-Schönholz, sondern den Ausgangspunkt der Berliner Nordbahn, den ehemaligen Bahnhof Eberswalder Straße, den früheren Nordbahnhof. An der Bahnstrecke verläuft die Grenze zwischen den Ortsteilen Reinickendorf und Wittenau; das historische Zentrum von Wittenau, das dem Bahnhof früher den Namen gab, liegt etwa 1,5 Kilometer weiter nördlich.

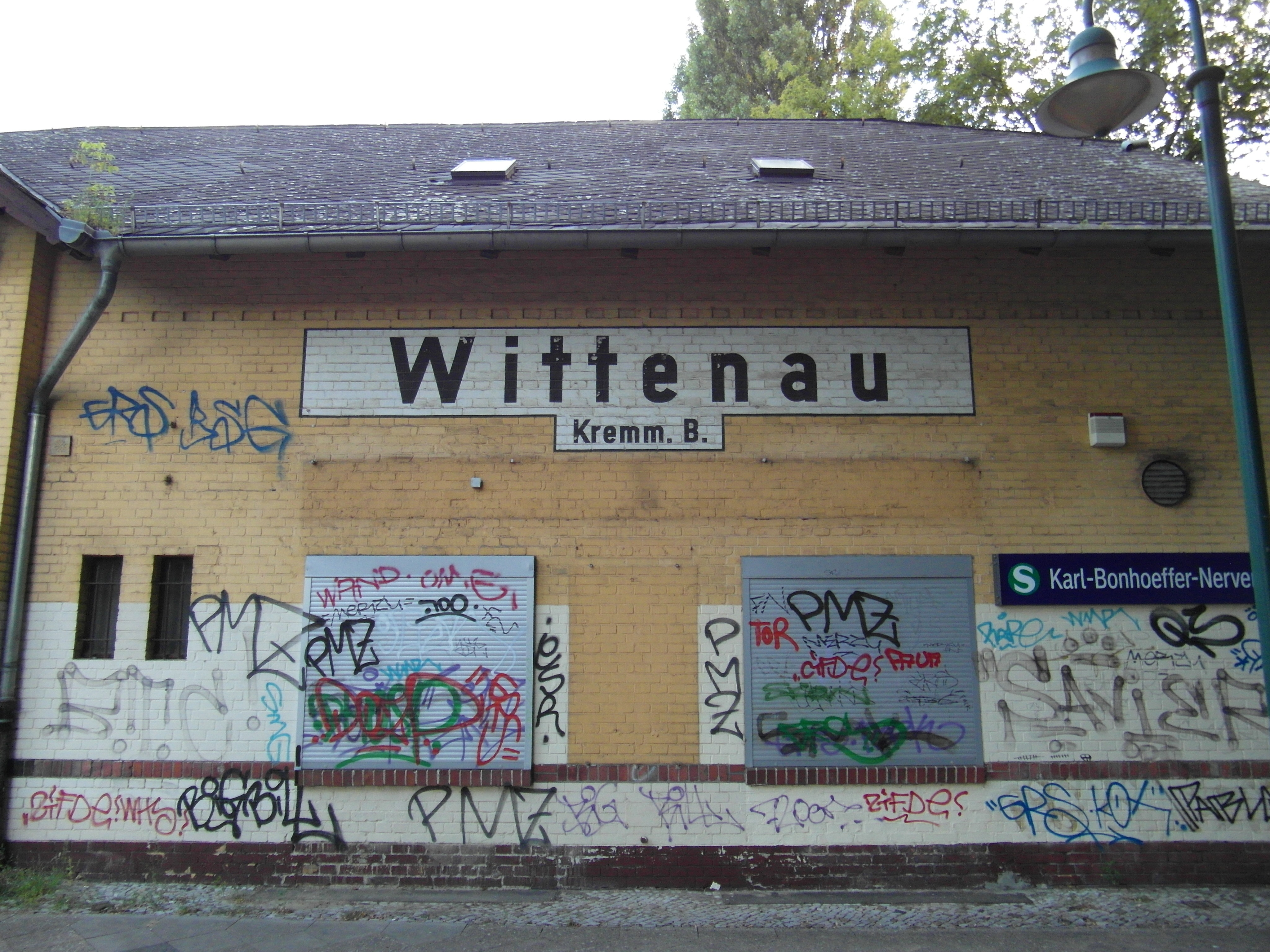
Früherer und jetziger Name am Empfangsgebäude

Auf der Nordseite der Bahnanlagen beginnt das Areal der früheren Nervenklinik. Etwa 200 Meter östlich des Bahnhofszugangs überquert die Bahn die Ollenhauerstraße, die frühere Berliner Straße, die sich jenseits des Bahndamms in Wittenau als Oranienburger Straße fortsetzt. Unter der Straße liegt nördlich des Bahndamms die U-Bahn-Station Karl-Bonhoeffer-Nervenklinik.
Der Bahnhof hieß bei seiner Eröffnung Dalldorf (Cremmener Bahn), was wenige Monate später mit der Umbenennung der Stadt Kremmen zu Dalldorf (Kremmener Bahn) wurde. Der Klammerzusatz im Stationsnamen sollte Verwechslungen mit dem seit 1877 bestehenden Bahnhof Dalldorf an der Berliner Nordbahn ausschließen. Am 1. Januar 1906 erhielt der Bahnhof anlässlich der Umbenennung Dalldorfs in Wittenau den Namen Wittenau (Kremmener Bahn), entsprechend wurde der andere Wittenauer Bahnhof in Wittenau (Nordbahn) umbenannt. Bereits 1994, ein Jahr vor Wiedereröffnung der Station, wurde der Name in Anpassung an die Bezeichnung der nahegelegenen U-Bahn-Station in Karl-Bonhoeffer-Nervenklinik geändert.
Der Betreiber der Streckeninfrastruktur DB Netz führt die Station mit dem Namenszusatz Berlin als Berlin Karl-Bonhoeffer-Nervenklinik.

### Geschichte

Dalldorf (später: Wittenau) im Jahr 1904. Die Station an der Kremmener Bahn im unteren Bildteil südlich des Parks der Nervenklinik außerhalb der Bebauung. Am nördlichen Bildrand der Bahnhof der Nordbahn

Dalldorf hatte seit 1877 Bahnanschluss an der Berliner Nordbahn. Ausschlag dafür, dass der Ort an der Anfang der 1890er Jahre gebauten Kremmener Bahn eine weitere Station erhalten sollte, war die nahe der Strecke gelegene Irrenanstalt (später: Karl-Bonhoeffer-Nervenklinik). Irritationen hatte bei den Planungen ausgelöst, dass der Stationszugang auf der klinikabgewandten Seite der Gleisanlagen entstehen sollte. Die Königliche Eisenbahndirektion Berlin begründete dies damit, dass nur auf der Südseite Platz für eine künftige, von der Bahn erschlossene Besiedlung wäre. Zudem stand auf der Nordseite das Anschlussgleis im Wege, mit dem die Klinik mit Kohle beliefert wurde.
Die Station wurde zusammen mit dem ersten Teilabschnitt der Kremmener Bahn von Schönholz nach Velten am 1. Oktober 1893 in Betrieb genommen.
Am Jahr 1905 ließen die Preußischen Staatseisenbahnen einen neuen, hochgelegten Mittelbahnsteig errichten, außerdem gab es nun zwei Bahnsteiggleise im Bahnhof.
Mit der Elektrifizierung der Vorortbahnen im Raum Berlin fuhren ab 1927 die S-Bahn-Züge auch auf der Kremmener Bahn bis Velten über Wittenau (Kremmener Bahn).
Ende April 1945 stellte die Reichsbahn ihren S-Bahn-Betrieb ein, erst im Juni fuhren wieder erste Züge auf der Strecke, wenn auch noch mit Dampf. Zum 19. Juli 1945 wurde der elektrische S-Bahn-Betrieb wieder aufgenommen. Das zweite Streckengleis der S-Bahn war allerdings als Reparationsleistung demontiert worden. Auch in der Station, betrieblich weiterhin nur ein Haltepunkt, liegt seitdem auch weiterhin nur ein einziges S-Bahn-Gleis.
Nach dem Mauerbau fuhren die S-Bahnen nicht mehr bis Velten oder Hennigsdorf, Endstation war bereits Heiligensee. Selbst nach dem S-Bahn-Streik 1980 wurde die Strecke als eine der wenigen im West-Berliner Netz weiterhin von S-Bahnen bedient. Erst 1984, nachdem die Betriebsrechte an die Berliner Verkehrsbetriebe gingen, wurde der S-Bahn-Betrieb eingestellt.
Mit der Wiedereröffnung der S-Bahn von Schönholz nach Tegel am 28. Mai 1995 wurde der Bahnhof wieder in Betrieb genommen. Der Bahnhof wird im 20-Minuten-Takt von der Linie S25 von Teltow Stadt nach Hennigsdorf bedient, wobei nur eines von ursprünglich zwei Gleisen in Betrieb ist.

### Ausblick
Schon bald nach Wiederinbetriebnahme der Strecke Mitte der 1990er Jahre gab es einerseits Pläne für einen zweigleisigen Ausbau der S-Bahn-Strecke mit einem 10-Minuten-Takt bis Tegel, andererseits für eine Verlegung der Bahnsteige näher zur Ollenhauerstraße, um kürzere Wege zur U-Bahn, den Bussen und den angrenzenden Wohngebieten zu erreichen. Mehrere Termine zur Realisierung beider Vorhaben wurden genannt, jedoch nicht eingehalten.
Zur Herstellung eines barrierefreien Zugangs ist es vorgesehen, einen Aufzug einzubauen. Im Jahr 2013 war dies für den Zeitraum 2015–2016 angekündigt, war mit Stand 2018 jedoch weiterhin nicht absehbar.

### Anlagen

#### Empfangsgebäude

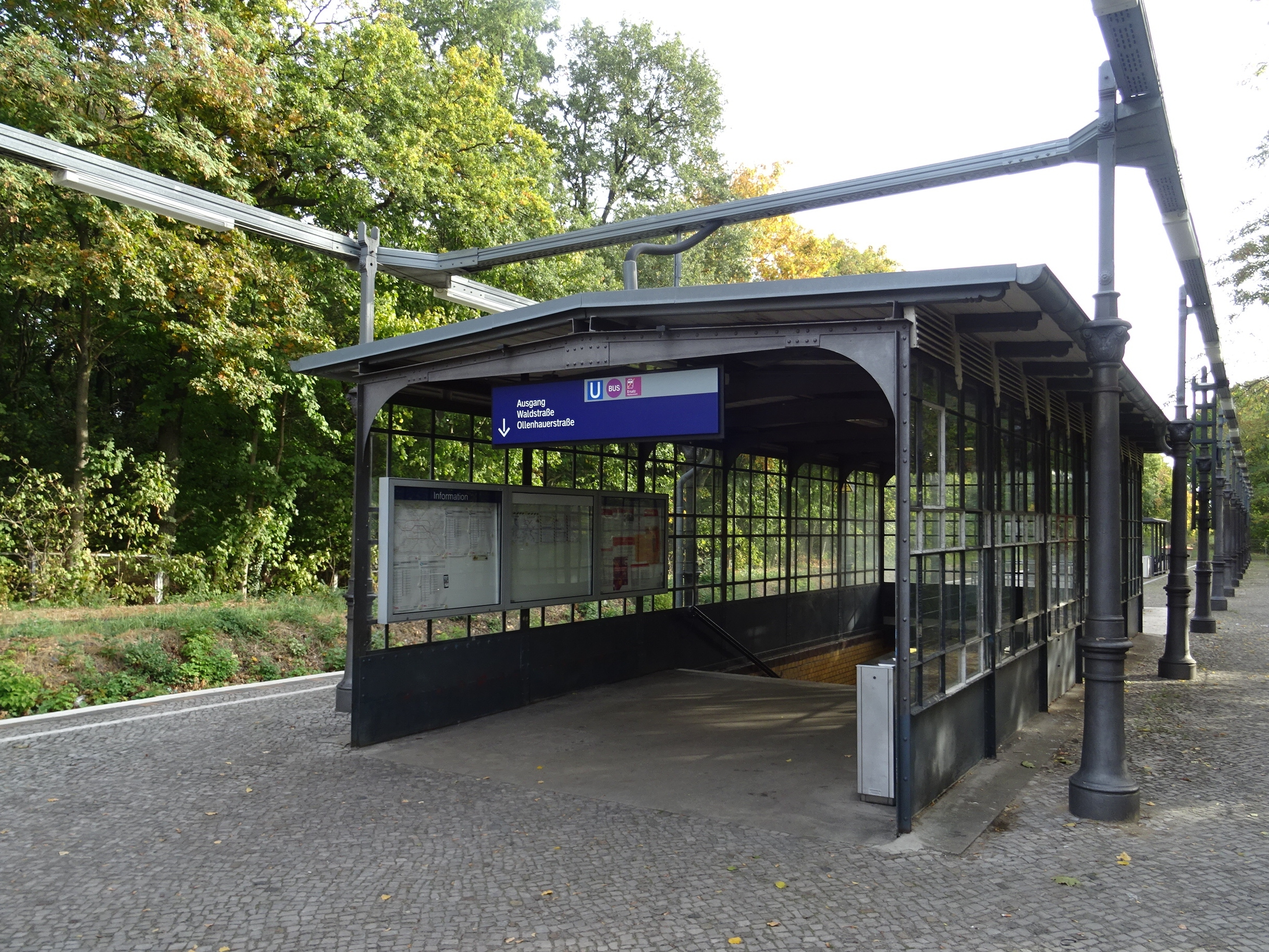
Bahnsteig mit Dachstützen und Treppenhausverglasung

Das denkmalgeschützte Empfangsgebäude liegt auf Geländeniveau. Es entstand im Jahr 1902, nach einem Entwurf eines Baumeisters namens Busse. Es entspricht einem früheren Entwurf für das Empfangsgebäude des Bahnhofs Schönholz. Es ist ein eingeschossiger Bau mit Krüppelwalmdach aus ursprünglichem rotem, gelb überstrichenem Verblendmauerwerkund mit geschnitztem Ziergiebel. Die Bauform ist eher ländlich geprägt. An seiner Fassade ist bis heute ein Schriftzug mit dem alten Namen Wittenau (Kremm. B.) erhalten. Das Gebäude wurde bis Anfang der 2010er Jahre als Gaststätte genutzt und steht seitdem leer.

#### Bahnsteige
Die Bahnsteig- und Gleisanlagen liegen in Hochlage über dem Geländeniveau. Der Bahnsteig ist nur von der Südseite der Gleise zu erreichen Das von Ernst Schwartz entworfene Zugangsbauwerk mit dem Treppenhaus liegt in einem Anbau des Empfangsgebäudes auf Straßenebene. Die Bahnsteigtreppe ist durch einen verglasten Vorbau wettergeschützt.

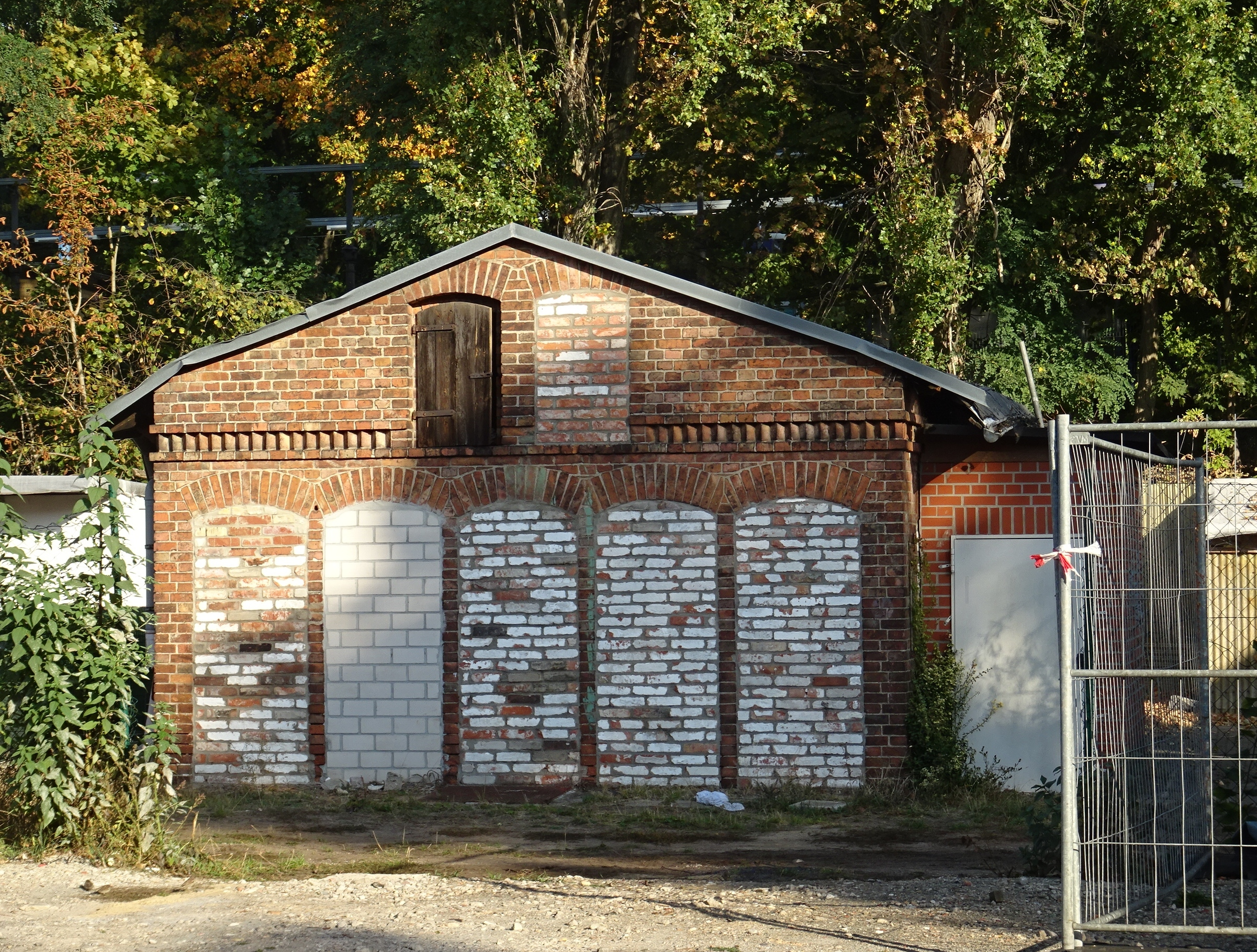
Denkmalgeschütztes Wirtschaftsgebäude

Das Bahnsteigdach wurde nach einem Sturm im Jahr 2005 abgebaut; erhalten sind die denkmalgeschützten Dachstützen aus Gusseisen. Die Bauform des Daches ist einmalig auf der Kremmener Bahn, sie entspricht dem auf einer Reihe von Bahnhöfen der Wannseebahn seit 1891 gebautem Typ.
Das Gleis auf der Südseite des Bahnsteigs ist seit 1945 demontiert, auf der Nordseite liegt ein von den S-Bahn-Zügen genutztes Bahnsteiggleis. Parallel dazu liegt das Ferngleis der Kremmener Bahn, das noch für gelegentliche Fahrten zu einem Anschluss eines Fahrzeugherstellers genutzt wird.

#### Wirtschaftsgebäude
Ebenfalls denkmalgeschützt ist ein Wirtschaftsgebäude. Dabei handelt es sich um eine kleine, eingeschossige Remise westlich des Empfangsgebäudes. Die Denkmalliste datiert sie auf das Jahr 1909.

## U-Bahnhof

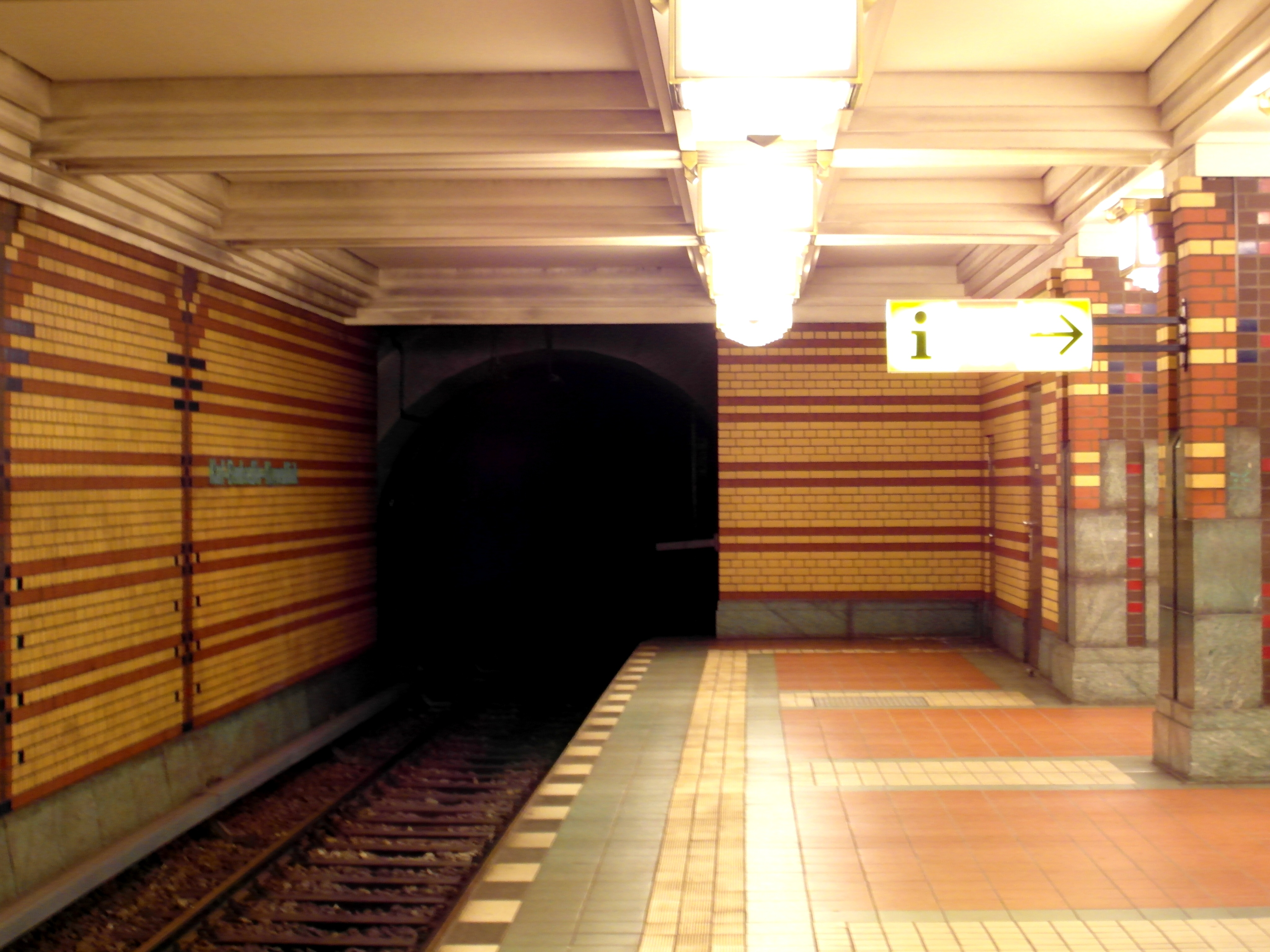
U-Bahnhof Karl-Bonhoeffer-Nervenklinik

Der U-Bahnhof Karl-Bonhoeffer-Nervenklinik liegt an der U-Bahn-Linie U8 und wurde am 29. September 1994 im Zuge deren nördlicher Streckenverlängerung vom U-Bahnhof Paracelsus-Bad zum Bahnhof Wittenau eröffnet. Bei Baubeginn 1987 war die Inbetriebnahme ursprünglich für 1992 vorgesehen, verzögerte sich jedoch aufgrund der als dringender angesehenen Wiedereröffnungsbaumaßnahmen im Berliner U-Bahn-Netz nach der deutschen Wiedervereinigung.
Der U-Bahnhof wurde, wie die anderen drei zeitgleich eröffneten Stationen, von Rainer G. Rümmler entworfen. Die Wände der durch rechteckige Pfeiler gestützten Bahnsteighalle sowie die Pfeiler selbst sind mit hellbraunen und roten Klinkern verkleidet, die in ihrer Anordnung und Farbe an die Fassaden der alten Klinikbauten (unter anderem das heutige Verwaltungsgebäude) angelehnt sind. Die Station verfügt von der zentralen Zwischenebene aus über mehrere Ausgänge, darunter einen fast unmittelbar am Eingangstor des Krankenhauses. Einen Aufzug gibt es seit der Eröffnung des U-Bahnhofs ebenfalls. Er ist damit barrierefrei.

## Anbindung
| Linie | Verlauf |
| ----- | --- |
|       | Hennigsdorf – Heiligensee – Schulzendorf – Tegel – Eichborndamm – Karl-Bonhoeffer-Nervenklinik – Alt-Reinickendorf – Schönholz – Wollankstraße – Bornholmer Straße – Gesundbrunnen – Humboldthain – Nordbahnhof – Oranienburger Straße – Friedrichstraße – Brandenburger Tor – Potsdamer Platz – Anhalter Bahnhof – Yorckstraße – Südkreuz – Priesterweg – Südende – Lankwitz – Lichterfelde Ost – Osdorfer Straße – Lichterfelde Süd – Teltow Stadt                       |
|       | Wittenau (Wilhelmsruher Damm) – Rathaus Reinickendorf – Karl-Bonhoeffer-Nervenklinik – Lindauer Allee – Paracelsus-Bad – Residenzstraße – Franz-Neumann-Platz (Am Schäfersee) – Osloer Straße – Pankstraße – Gesundbrunnen – Voltastraße – Bernauer Straße – Rosenthaler Platz – Weinmeisterstraße – Alexanderplatz – Jannowitzbrücke – Heinrich-Heine-Straße – Moritzplatz – Kottbusser Tor – Schönleinstraße – Hermannplatz – Boddinstraße – Leinestraße – Hermannstraße |

Der S-Bahnhof wird von der Linie S25, der U-Bahnhof von der Linie U8 bedient. Am U-Bahnhof befinden sich Bushaltestellen der Omnibuslinien X21, M21 und N8 der Berliner Verkehrsbetriebe.